# Mas Torrent (Cervià de Ter)
El Mas Torrent és una masia situada dins del nucli urbà de Cervià de Ter (al Gironès) declarada bé cultural d'interès nacional. El parament està fet amb carreus petits i sense treballar. A la façana de llevant, té la porta principal d'accés amb una gran llinda i una línia de finestrals al primer pis. Per sota d'aquesta línia hi ha diverses finestres que podrien haver estat espitlleres, doncs els carreus d'aquestes són típics de les finestres espitllerades.